# Achille Emaná
Achille Emaná Edzimbi (Yaundé, Camerún, 5 de junio de 1982) es un futbolista camerunés. Actualmente está sin equipo tras desvincularse del Real Jaén Club de Fútbol.

## Trayectoria
Llegó con catorce años a Europa para integrarse en las categorías inferiores del Valencia CF, después de ser observado por los ojeadores de este club en un torneo de Yaundé. En el año 2000, problemas con su permiso de residencia en España, le obligaron a trasladarse a Francia, donde fichó para las categorías inferiores del Toulouse FC, logrando acceder al primer equipo bastante rápido. En la siguiente temporada, 2001/02, con tan solo 19, Emaná se convirtió en titular indiscutible, disputando una media de más de 32 partidos por año y ayudando a lograr el ascenso a la Ligue 1 durante su segunda temporada (2002/2003) en el club francés.
En el año 2005, después de la salida de Michael Essien hacia el Chelsea FC, despierta el interés del Olympique de Lyon, como posible sustituto del ghanés. El Olympique de Marsella también se interesa por él, pero finalmente Emaná decide seguir en el Toulouse FC, donde consigue una histórica tercera plaza anotando 8 goles en 36 partidos, y logrando el acceso a la ronda previa de la UEFA Champions League. Durante la siguiente temporada estuvo muy cerca de fichar por el Portsmouth FC, que ya había contratado a un gran número de jugadores africanos, sin embargo las posibilidades se volaron al no poder obtener un permiso de trabajo, por lo que renovó con el Toulouse FC hasta 2010.
En la primavera de 2008 se informó del interés de varios clubes europeos como el Sevilla FC, West Ham United FC y Newcastle United FC en su fichaje, aunque no llegó a materializarse ninguna operación, acabando la temporada con el Toulouse FC en decimoséptima posición, al borde del descenso.

### Real Betis
El 11 de junio de 2008, se informó de que el Real Betis Balompié estaba negociando con Toulouse FC para conseguir los servicios de Emana. El centrocampista fue citado como interesado en obtener un traslado a España para continuar su carrera, aunque su actual club al parecer había rechazado ya dos ofertas para su firma.
El 22 de julio, Emana finalmente completó su traspaso al Real Betis Balompié por un precio que se cree de £ 5.5m. Se le asignó la camiseta número 20 para los andaluces, y anotó su primer gol para el club en la victoria por 3-0 sobre el RCD Mallorca. Por desgracia, el Real Betis Balompié descendió en el último día de la temporada 2008/09 a pesar de que Emana consiguiera 11 goles y 7 asistencias en la temporada de liga, lo que lo convirtió en el máximo goleador del club ese año.
En la temporada 2009-2010 fue uno de los mejores jugadores de la segunda división, el Real Betis Balompié no puedo ascender y se quedó otro año más en 2ª división, a pesar de que durante el verano fue vinculado a equipos españoles como el Valencia CF, y al equipo turco Galatasaray SK. En la temporada 2010-2011 colabora plenamente en la lucha del Real Betis Balompié por ascender a primera división, convirtiéndose en capitán del equipo y siendo uno de los principales pilares del equipo verdiblanco. Finalmente consiguió el ascenso a la Primera División de España en esa misma temporada, siendo Achille Emaná considerado como el mejor jugador de la categoría. En esa temporada ayudó al equipo verdiblanco con 13 goles, muchos de ellos de muy bella factura. Después de ayudar a subir al Betis a primera, Emaná pasará a ser el nuevo fichaje del Al Hilal saudí por cuatro millones y medio de euros.

### Arabia
Tras una comienzo de temporada irregular en el equipo saudí, a primeros de 2012 se marchó cedido Al-Ahli FC emiratí, del entrenador español, Quique Sánchez Flores, donde permanecerá una temporada más.
En enero de 2013 el Al-Ahli y Al Wasl FC llegaron a un acuerdo para la cesión a este último club durante seis meses del centrocampista camerunés. El futbolista está vinculado al club propietario de su pase hasta junio de 2014. Será su tercera temporada en Oriente Próximo tras su salida del fútbol español.

### Cruz Azul
El 27 de agosto de 2013 se confirmó el traspaso al Cruz Azul de la Liga Bancomer MX de México. Allí coincidirá con Mariano Pavone, del que ya fue compañero por dos temporadas en el Real Betis.

### Atlante
Después de 1 semestre sin jugar, regresa a México, a jugar con Atlante FC, con el propósito de regresar al equipo a la Liga MX. Debutó con los potros el 9 de enero de 2015, siendo el jugador más valioso del triunfo atlantista sobre los Dorados. El Atlante FC consigue tener un arranque importante al hilvanar cuatro triunfos en igual cantidad de juegos, siendo Emana jugador importante en dicha racha.

### Gimnástic
Durante el verano de 2015, Emana hizo la pretemporada con el Nàstic de Tarragona de la Liga Adelante (Segunda división de España). Al término de dicha pretemporada, el Nàstic ficha a Emana para la temporada 2015/16 con opción a otra más.

### Paso por India y vuelta a España
En verano de 2017 ficha por el Mumbai City FC de la ciudad de Bombai, de la Superliga de India. Tras una temporada, el 24 de octubre de 2018, ya con 36 años, ficha por el C.D. Gerena del Grupo X de la Tercera división española. En enero de 2019 volvió a cambiar de aires y fichó por el C.F. Badalona, aunque finalmente no pudo ser inscrito y se descartó su incorporación. En agosto del mismo año se incorporó a la U. D. San Sebastián de los Reyes donde permaneció hasta enero de 2020. En el mes de junio se une a la disciplina del Real Jaén Club de Fútbol para disputar el Play Off de ascenso a 2ª División B.

## Selección nacional
Ha sido internacional con la selección de fútbol de Camerún, con la que ha disputado 43 encuentros. Fue miembro de la selección para la Copa Confederaciones 2003 y para la Copa Africana de Naciones de 2006, donde su equipo quedó eliminado en los cuartos de final, marcando su único gol en el torneo, al anotar en la victoria de la selección de fútbol de Camerún por 5-1 contra la selección de fútbol de Zambia. Durante el año 2010 Camerún coinciden con cualificación Copa del Mundo contra Gabón, Emana anotó un gol en el minuto 66, que fue seguido por un gol de Samuel Eto'o, solo 2 minutos más tarde.
En 2010 en la Copa Africana de Naciones, Emana anotó su único gol en el torneo, marcó un gol de un lanzamiento de esquina en la derrota ante la selección de fútbol de Egipto por 1-3. En el Mundial de Sudáfrica de 2010, Emana solo jugó un partido como titular de los tres disputados por la selección de fútbol de Camerún, siendo eliminada en la primera fase.
Entre 2011 y 2014 fue convocado en un total de 7 veces por la selección, jugando 2 amistosos y 3 partidos de fases clasificatorias. 

### Participaciones en Copas del Mundo
| Mundial                        | Sede      | Resultado    | Partidos | Goles |
| ------------------------------ | --------- | ------------ | -------- | ----- |
| Copa Mundial de Fútbol de 2010 | Sudáfrica | Primera fase | 2        | 0     |

### Participaciones en Copas Confederaciones
| Copa                      | Sede    | Resultado  | Partidos | Goles |
| ------------------------- | ------- | ---------- | -------- | ----- |
| Copa Confederaciones 2003 | Francia | Subcampeón | 1        | 0     |

### Participaciones en Eliminatorias
| Torneo            | Resultado    | Partidos | Goles |
| ----------------- | ------------ | -------- | ----- |
| Eliminatoria 2006 | No clasificó | 1        | 0     |
| Eliminatoria 2010 | Clasificó    | 10       | 3     |
| Eliminatoria 2014 | Clasificó    | 1        | 0     |

## Clubes
| Club                          | País                   | Periodo   |
| ----------------------------- | ---------------------- | --------- |
| Toulouse FC                   | Francia                | 2000-2008 |
| Real Betis                    | España                 | 2008-2011 |
| Al-Hilal                      | Arabia Saudita         | 2011-2012 |
| Al-Ahli FC                    | Emiratos Árabes Unidos | 2012-2013 |
| Al Wasl FC (cedido)           | Emiratos Árabes Unidos | 2013      |
| Cruz Azul                     | México                 | 2013-2014 |
| CF Atlante                    | México                 | 2014-2015 |
| Gimnàstic                     | España                 | 2015-2016 |
| Tokushima Vortis              | Japón                  | 2016      |
| Gimnàstic                     | España                 | 2017      |
| Mumbai City FC                | India                  | 2017-2018 |
| CD Gerena                     | España                 | 2018-2019 |
| UD San Sebastián de los Reyes | España                 | 2019      |
| Real Jaén Club de Fútbol      | España                 | 2020      |

## Logros
Clubes
- Campeón de la Ligue 2 2013, con el Toulouse FC.
- Campeón de la Liga Adelante 2011, con el Real Betis.
- Campeón de la Copa de Liga de los Emiratos Árabes Unidos 2011-12, con el Al Ahli FC.
- Campeón de la Liga de Campeones de la Concacaf 2013-14, con el Cruz Azul.

Selección
- Finalista de la Copa FIFA Confederaciones en 2003 y 2008, con Camerún.
- Finalista de la Copa Africana de Naciones, con Camerún.